# Marlena Karwacka
Marlena Karwacka (Sławno, 20 de febrero de 1997) es una deportista polaca que compite en ciclismo en la modalidad de pista.
Ganó una medalla de bronce en el Campeonato Europeo de Ciclismo en Pista de 2022, en la prueba de velocidad por equipos. Participó en los Juegos Olímpicos de Tokio 2020, ocupando el séptimo lugar en la misma prueba.

## Medallero internacional
| Campeonato Europeo | Campeonato Europeo | Campeonato Europeo | Campeonato Europeo    |
| Año                | Lugar              | Medalla            | Competición           |
| ------------------ | ------------------ | ------------------ | --------------------- |
| 2022               | Múnich ( Alemania) | Medalla de bronce  | Velocidad por equipos |